# Благодатовка (Нижньогородська область)
Благодатовка (рос. Благодатовка) — село в Вознесенському районі Нижньогородської області Російської Федерації.
Населення становить 351 особу. Входить до складу муніципального утворення Благодатовська сільрада.

## Історія
Від 2004 року входить до складу муніципального утворення Благодатовська сільрада.

## Населення
| 1999 | 2002 | 2010 |
| ---- | ---- | ---- |
| 450  | ↘384 | ↘351 |